# Miroslav Benka
Miroslav Benka (Ašanja, 22. april 1956) srpski je autor, scenarista, reditelj, glumac, dizajner i pedagog.

## Biografija
Rođen je 22. aprila 1956. u Ašanji, u Vojvodini u porodici slovačkog porekla. Završio je srednju Školu za primenjene umetnosti u Novom Sadu, diplomirao glumu na Akademiji umetnosti (AU) u Novom Sadu i režiju na Fakultetu dramskih umetnosti (FDU) u Beogradu. Kao gostujući profesor predavao na Visokoj školi za dramske umetnosti (Academy of Performing Arts in Bratislava - VŠMU) u Bratislavi i Internacionalnom univerzitetu u Novom Pazaru. Bio je zaposlen kao reditelj i umetnički direktor u Gradskom pozorištu (Mestské divadlo) u Žilini u Republici Slovačkoj. Nalazio se i na mestu direktora i umetničkog direktora Narodnog pozorišta „Sterija“, kao i na mestu direktora i selektora Jugoslovenskog pozorišnog festivala „Vršačka pozorišna jesen“ u Vršcu. Od 2005. stiče status istaknutog umetnika.
Režirao preko 70 pozorišnih predstava, režirao je radio drame, TV emisije, dokumentarne filmove, muzičke spotove i multimedijalne programe, u zemlji i inostranstvu.
Njegove predstave su izvodjene na Beogradskom internacionalnom teatarskom festivalu — 25. BITEF-u (1991), kao i na 38. BITEF-u (2004), novosadskom 40. i 43. Sterijinom pozorju (1995. i 1998), 19. i 35. INFANT-u (1991. i 2008), na sarajevskom 31. i 46. MESS-u (1991. i 2006), zagrebačkom 8. Tjednu suvremenog plesa (1991), ljubljanskom 13.  (2006), 2. Jugoslovenskom pozorišnom festivalu (1998). u Užicu, Susretu profesionalnih pozorišta Vojvodine (1991, 1995, 1996, 1998, 1999, i 2001). Vršačkoj pozorišnoj jeseni (1994, 1996, 1998, 2001. i 2002), „Danima komedije“ u Jagodini, Susretima „Joakim Vujić“, „JoakimFestu“ u Kragujevcu, „Danima Zorana Radmilovića“ u Zaječaru, „Nušićevim danima“ u Smederevu, „Makarskom letu“ u Makarskoj, „Pozorišnim igrama BiH“ u Jajcu, pozorišnom festivalu "Fest - Fish" u gradu Prešov (1993. i 1995), Međunarodnom pozorišnom festivalu „Divadelna Nitra“ (1992. i 1995), Bojnice fest (Bojnice Castle 1994), Festivalu najboljih slovačkih inscenacija "Dodiri i spojevi" (Dotyky a spojenia, 2012) u Republici Slovačkoj, Evropskoj prestonici kulture (Košice 2013 - European Capital of Culture.), Medjunarodnom pozorišnom festivalu u Kotoru (Kotor art 2013), Hercegnovskom festivalu (Herceg Fest 2013) kao i na međunarodnim pozorišnim festivalima u Austriji, Slovačkoj, Mađarskoj, Rumuniji, Norveškoj, Finskoj, Egiptu, Iranu.
Kao glumac bio u stalnom angažmanu u NP u Subotici (1983). Igrao na scenama NP u Beogradu, BITEF teatra, BDP, Opere i teatra Madlenianum i Doma omladine Beograda (DOB), u novosadskom SNP i Pozorištu mladih, sarajevskom NP i Pozorištu mladih, zagrebačkom HNK, Dubrovačkim letnjim igrama, ljubljanskom Mladinskom gledališču, Skopskom letu, Prilepskom letu, bratislavskom Slovačkom narodnom pozorištu (Slovenské národné divadlo - SND) i Teatru Arena (Divadlo Aréna), Gradskom pozorištu (Mestské divadlo) u gradu Žilina, na sceni Državnog teatra u Košicama (Štátne divadlo Košice - ŠDK) , City Theatre Complex u Teheranu, Cairo Opera House i Al Salam Theatre u Kairu.
Miroslav Benka gotovo u svim svojim režijama je autor i total-dizajna. Izlagao je na Svetskoj izložbi scenskog dizajna i opreme, 9. Pražské Quadriennále (Prague Quadrennial 1999), u Pragu, zatim „Naši u Pragu“ (Galerija „Progres“, 1999) u Beogradu, Novoprimljeni članovi ULUPUDS-a (Galerija „Singidunum“, 2000) u Beogradu, Jugoslovenskom bijenalu scenskog dizajna 3. i 4. YUSTAT-u (Muzej primenjenih umetnosti, 2000, 2002) u Beogradu, na 12. Trijenalu pozorišne scenografije i kostimografije (Muzej Vojvodine, 2001) u Novom Sadu.

## Predstave (izbor)
- 1991: Miroslav Benka: „S.O.S.“ (Spasite naše duše)
- 1994: Miroslav Benka: „Lux in Tenebris“ / Zamak Bojnice, Republika Slovačka
- 1994: Miroslav Benka: „Meki snovi“ (Mäkké sny) / Mestske divadlo, Žilina, Republika Slovačka
- 1998: Milica Novković: „Kamen za pod glavu“
- 2004: Miroslav Benka: „Hleba i igara“ (Bread and Plays)
- 2008: Miroslav Benka: „Oslikano injem“ (Painted in Frost)
- 2009: Miroslav Benka: „Slike moga sveta“ (Images of My World)
- 2010: Miroslav Benka: "Na krilima snova" (On the Wings of Dreams)
- 2011: Miroslav Benka: "Obitavalište/Abode/Bydlisko"
- 2012: Miroslav Benka: "Dani od snova Ajnštajnovih" (Days of Einstein's Dreams)
- 2014: Miroslav Benka: "B&B" (Beograd - Berlin)
- 2017: Miloslav Marin: "Krila Balkana"
- 2022: Miroslav Benka: Tesla, svetlopis u vremenu

## Nagrade i priznanja (izbor)
- 1991: Miroslav Benka:  / Nagrada za najboljeg mladog reditelja „Jurislav Korenić“ / 31. MESS, Sarajevo
- 1991: Miroslav Benka:  / Nagrada za najuspešniji eksperiment u savremenom teatru / 31. MESS, Sarajevo
- 1994: Miroslav Benka: „Meki snovi“ / Državna nagrada za režiju / Udruženje dramskih umetnika Slovačke, Bratislava, Republika Slovačka
- 1994: Branislav Nušić: „Ožalošćena porodica“ / Nagrada za najbolju režiju / 2. Vršačka pozorišna jesen, Vršac
- 1995: TVBG—TVNS /Nagrada za izuzetan doprinos u kulturi / TV RTS, Beograd / Novi Sad
- 1995: J.S. Popović: „Ženidba i udadba“ / Nagrada za najbolju režiju / 45. Susret profesionalnih pozorišta Vojvodine
- 1998: J.S. Popović: „Laža i paralaža“ / Nagrada za najbolju režiju / 48. Susret profesionalnih pozorišta Vojvodine
- 1999: Zlatna značka Kulturno prosvetne zajednice Srbije za doprinos u kulturi, Beograd
- 2001: Domanović-Kerol-Benka: „“ / Nagrada za raditeljsko-dramaturški pristup / 51. Susret profesionalnih pozorišta Vojvodine
- 2001: Domanović-Kerol-Benka: „“ / Nagrada za najbolju scenografiju / 51. Susret profesionalnih pozorišta Vojvodine
- 2001: Domanović-Kerol-Benka: „“ / Nagrada za najbolju scenografiju / 7. Vršačka pozorišna jesen, Vršac
- 2006: Miroslav Benka: „Hleba i igara“ / Gran pri za najbolju predstavu / 24th International Theatre Fadjr Festival, Teheran, Iran
- 2007: Miroslav Benka: „Hleba i igara“ / Nagrada za najbolju scenografiju / 19th Cairo International Festival for Experimental Theatre, Kairo, Egipat   (Nominacija za najbolju predstavu i Nominacija za Najboljeg reditelja)
- 2016 Počasni član Udruženja književnika Slovačke (SSS), Bratislava
- 2017: Medalja kulture za multikulturalnost i interkulturanost Zavoda za kulturu Vojvodine "Miloš Crnjanski", Novi Sad
- 2022: Priznanje za vrhunski doprinos nacionalnoj kulturi, odnosno kulturi nacionalnih manjina, Ministarstva kulture Republike Srbije, Beograd

## Literatura
- Isakov, Mile; Biro, Mikloš. Top 10, Vojvodina. стр. 84. ISBN 8643100196.. NDN Vojvodine, Novi Sad (1992)
- Kolektiv autora. Ko je ko u Srbiji '96. "Biblofon - Who's Who", Beograd, 1996. str. 40.
- Vehovec, Roman. Leksikon umetnika Vojvodine. Vega Media, Novi Sad (2001), str. 3, 29.
- Stojšić, Borislav. Znamenite ličnosti Srema. Muzej Srema, Sriemska Mitrovica (2003), str. 354, 357, 358.
- Ballek, R., Dikošová, E., Dlouhy, O., Jaborník, J.: Mestské divadlo Žilina. ISBN 8088987636.. MD Žilina, DÚ, Bratislava (2005), str. 30–31. .
- Penčić, Poljanski, Dejan. 55 (Susreta) Festivala pozorišta Vojvodine. ISBN 8685123046.. ZPPV Novi Sad – Subotica (2005). str. 233,
- Ćirilov, Jovan. Svi moji savremenici. ISBN 9788607017416.. Prosveta, Beograd (2007), Prosveta, str. 293–297.  .
- Latinčić, Olga, Branković, Branka, Adžić, Svetlana. BITEF – 40 godina novih pozorišnih tendencija 1967 – 2006. ISBN 978-86-80481-14-2.. Istorijski arhiv Beograda, Beograd, 2007, str. 45, 48, 95, 115;
- Verešová, Katarína. Storočie divadla v Starej Pazove. ISBN 9788085684605.. ESA Bratislava (2007), str. 189– 239. .
- Vagapova, Natalija. BITEF: pozorište, festival, život. ISBN 978-86-6007-054-0.. Altera-BITEF-Službeni Glasnik, Beograd (2010), str. 326, 330, 560, 572. .
- Šuvaković, Miško. Istorija umetnosti u Srbiji: XX vek. ISBN 978-86-83305-52-0.. Knjiga 1: Radikalne umetničke prakse. Orion Art, Belehrad (2010), str. 779-789, .
- Sklabinski, Milina. Slováci v Srbsku.... ISBN 9788687947061.. UPKVS, Nový Sad (2011), str. 352–362, .
- Kolektiv autora. Srpska enciklopedija. ISBN 978-86-7946-097-4.. Matica srpska, Tom 1, Knj. 1, Novi Sad (2011), str. 705,
- Šentevska, Irena (2016). The Svinging 90s: pozorište i društvena realnost Srbije u 29 slika. ISBN 978-86-6389-049-7.. Orion Art, Beograd .
- Palenčiková, Zuzana. Príbeh jedného divadla. ISBN 978-80-570-3906-8.. Šéf edítorka a redaktorka Zuzana Palenčíková. Žilina (2022). Mestské divadlo Žilina, s. 259-261, 24-25, 54-59, 124-125, 226-227,

## Spoljašnje veze
- „Zvanična prezentacija”. Архивирано из оригинала 19. 10. 2017. г. Приступљено 11. 11. 2008.
- Art Centar - Bread and plays
- Slikar i jedna crkva | Glas javnosti
- Nitrafest
- INTERNACIONALNI TEATARSKI FESTIVAL MESS 2006
- en.wikipedia.org
- www.encyclo.co.uk
- www.slovenskezahranicie.sk
- en.academic.ru
- „www.slovackizavod.org.rs”. Архивирано из оригинала 06. 10. 2014. г. Приступљено 23. 01. 2013.
- www.azeroo.com
- www.weblo.com[мртва веза]
- www.blic.rs
- www.arte.rs
- www.novosti.rs
- www.danas.rs
- www.hl.rs
- „www.oslovma.hu”. Архивирано из оригинала 24. 09. 2015. г. Приступљено 23. 01. 2013.
- www.culturenet.hr
- www.diplomacy.bg.ac.rs
- „www.slovenskezahranicie.sk”. Архивирано из оригинала 06. 10. 2014. г. Приступљено 23. 01. 2013.
- www.slovackizavod.org.rs
- www.novine.ca
- www.novosti.rs
- plus.google.com
- www.divadlozilina.eu